# بارب ملون
بارب ملون یا بارب خربزه با نام علمی (Haludaria fasciata) گونه ای رایج از ماهیها از خانواده کپورماهیان است که بومی رودخانه های گوا، کارناتاکا، کرالا و تامیل نادو در گهات غربی در جنوب هند است.  آنها در آب و هوای گرمسیری در آبی با پی‌اچ ۶٫۰ تا ۶٫۵، سختی آب در حدود  ۵ و محدوده دمایی ۲۲ تا ۲۶ درجه سانتیگراد زندگی میکنند. طول بارب ملون به ۶ سانتیمتر (۲٫۴ اینچ) میرسد. این گونه را می توان در تجارت آکواریوم نیز یافت. 
بارب ملون یا بارب خربزه به صورت پراکنده در آب تخمگذاری میکند و از تخم های خود محافظت نمی کنند.  نرها در هنگام تولیدمثل قرمز رنگ می‌شوند و روی پوزه‌های خود غده‌های ریز عروسی ایجاد می‌کنند که برای ضربه زدن و مالش ماده‌ها برای القای آزاد شدن تخم‌ها استفاده می‌شود. 

## همچنین ببینید
- لیست گونه های ماهی آکواریومی آب شیرین

## مراجع
1. ↑  Abraham, R. (2015). "Haludaria fasciata". IUCN Red List of Threatened Species. IUCN. 2015: e.T172367A70085467. doi:10.2305/IUCN.UK.2015-1.RLTS.T172367A70085467.en. Retrieved 25 April 2024.
2. ↑  Bailly, Nicolas (2022). "Haludaria fasciata (Jerdon, 1849)". World Register of Marine Species.
3. ↑  Judine John Chacko; N Mini Sekharan (September 2022). "Sexual dimorphism in structures, size and shape of the cyprinid Nilgiri melon barb, Haludaria fasciata". Fisheries & Aquatic Life. 30 (3): 138-148. doi:10.2478/aopf-2022-0013.